# Сириути
Сириути (яп. 知内町 Сириути-тё:) — посёлок в Японии, находящийся в уезде Камиисо округа Осима губернаторства Хоккайдо. Площадь посёлка составляет 196,67 км², население — 4819 человек (30 июня 2014), плотность населения — 24,50 чел./км².

## Географическое положение
Посёлок расположен на острове Хоккайдо в губернаторстве Хоккайдо. С ним граничат посёлки Киконай, Фукусима, Каминокуни.

## Население
Население посёлка составляет 4819 человек (30 июня 2014), а плотность — 24,50 чел./км². Изменение численности населения с 1980 по 2005 годы:
| 1980 | 7363 чел. |  |
| 1985 | 7380 чел. |  |
| 1990 | 6383 чел. |  |
| 1995 | 6150 чел. |  |
| 2000 | 5832 чел. |  |
| 2005 | 5447 чел. |  |